# Szymon Tenenbaum

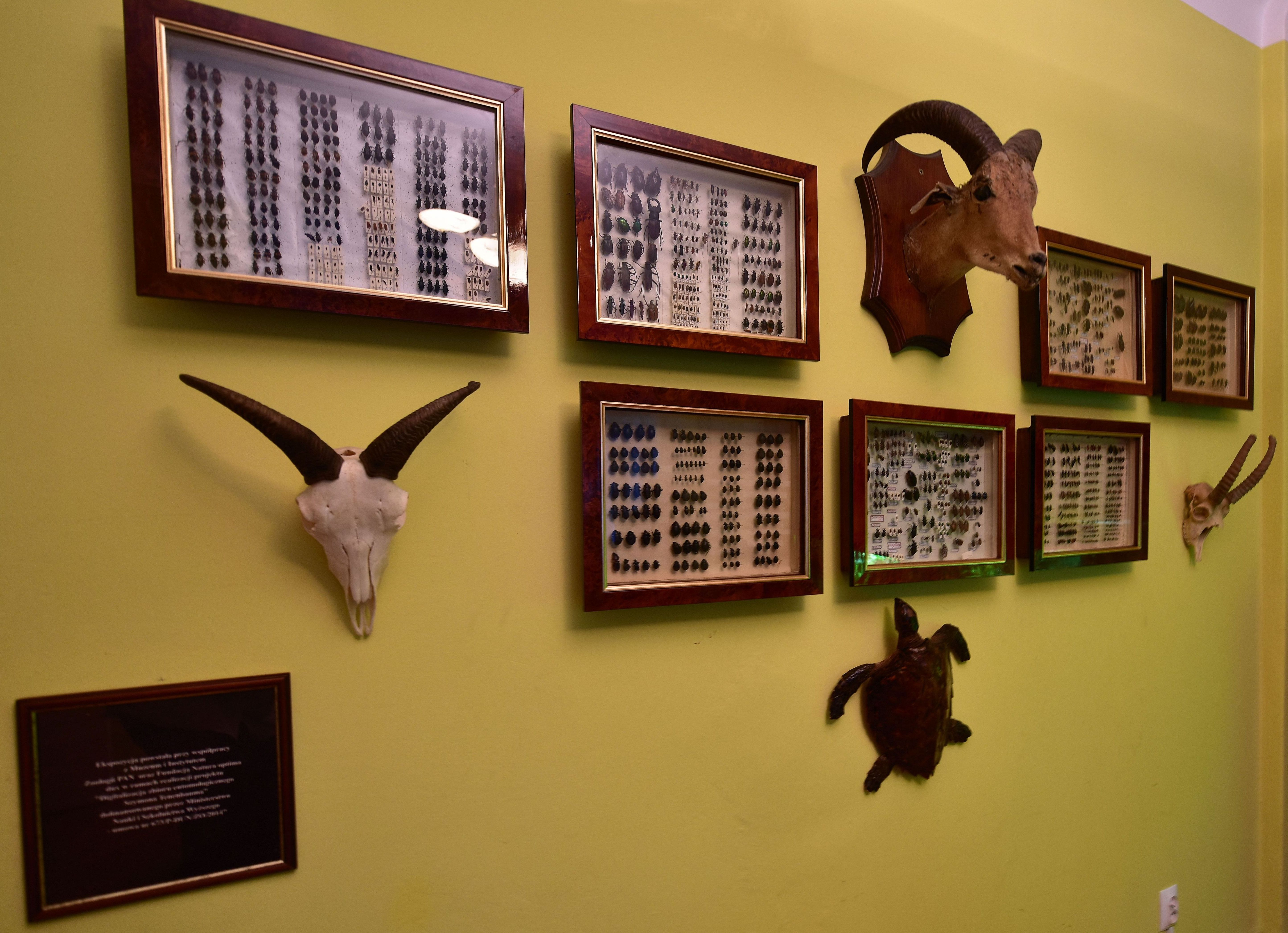
Część zbiorów Szymona Tenenebauma w willi Pod Zwariowaną Gwiazdą na terenie Ogrodu Zoologicznego w Warszawie

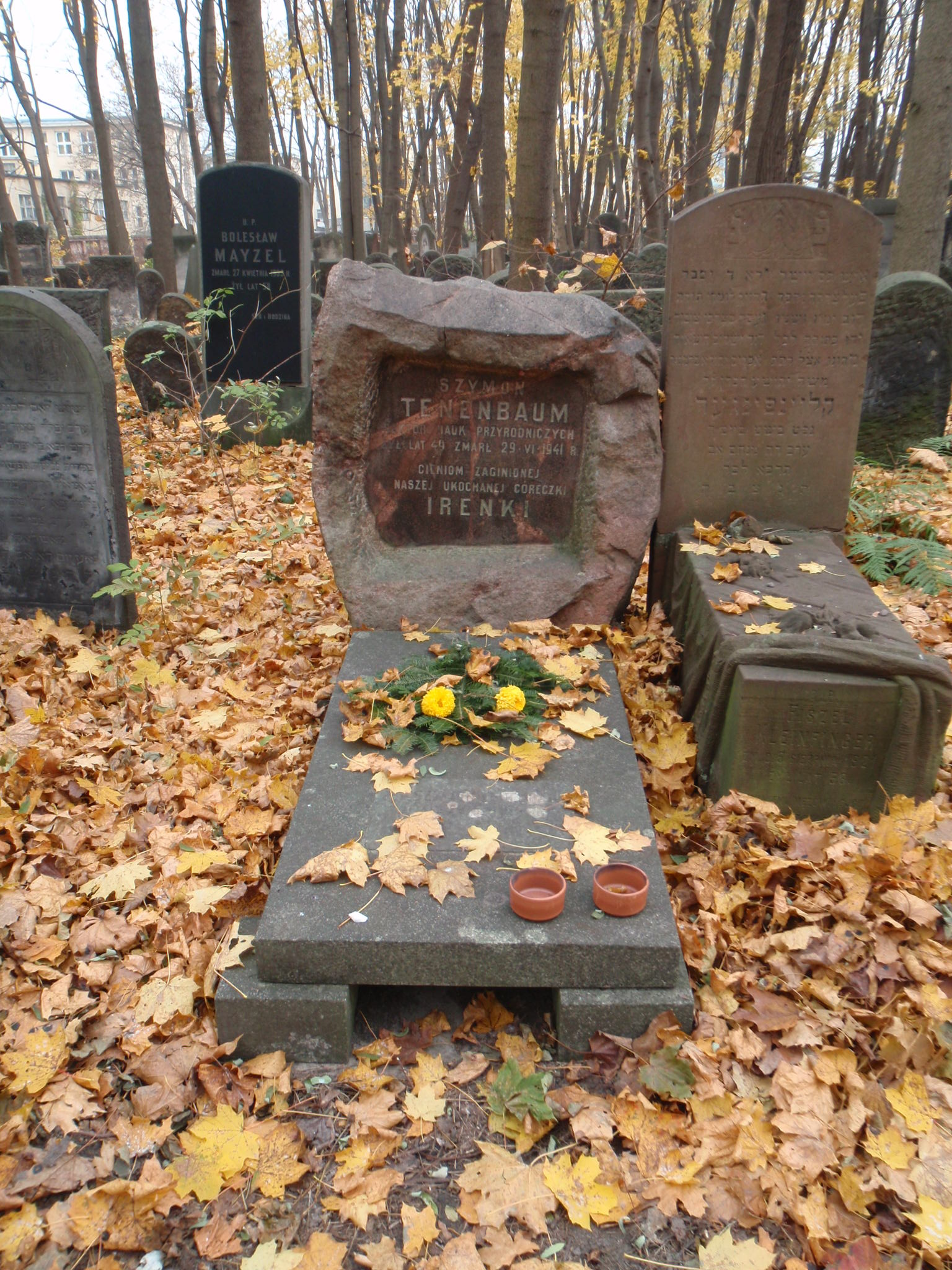
Grób Szymona Tenenbauma na cmentarzu żydowskim w Warszawie

Szymon Tenenbaum (ur. 31 stycznia 1892 w Warszawie, zm. 28 listopada 1941 tamże) – polski entomolog i pedagog narodowości żydowskiej.

## Życiorys
Ukończył Gimnazjum J. Kreczmara w Warszawie. W 1911 podjął studia przyrodnicze na Uniwersytecie Jagiellońskim, wśród jego wykładowców był m.in. Henryk Ferdynand Hoyer. W 1932 obronił doktorat na Uniwersytecie Wileńskim. Był nauczycielem, następnie dyrektorem gimnazjum żydowskiego w Warszawie.
Zajmował się m.in. chrząszczami Balearów (po raz pierwszy przebywał tam w 1913 na kilkumiesięcznej kuracji), wyniki swych prac ogłosił w pięciu publikacjach (m.in. Fauna koleopterologiczna Wysp Balearskich, 1915). Odbywał podróże naukowe m.in. do Brazylii, Meksyku i Palestyny. Pracował w pracowni zoologicznej Towarzystwa Naukowego Warszawskiego i Państwowym Muzeum Zoologicznym. Wspólnie ze Stanisławem Michałem Sumińskim opublikował Przewodnik zoologiczny po okolicach Warszawy (1921). Inne jego publikacje to Chrząszcze (Coleoptera) zebrane w Ordynacyi Zamoyskiej w gub. Lubelskiej i Przybytki do fauny chrząszczów Polski od 1913 roku, ponadto Tenenbaum inwentaryzował pod względem występowania chrząszczy (Coleoptera) następujące regiony: Mazowsze, Puszczę Białowieską, Wyżynę Lubelską, Podole i Pieniny.
Rozpoczęte przed II wojną światową prace kontynuował od 1940 w getcie warszawskim, pisząc artykuły, prowadząc zapiski entomologiczne i kolekcjonując owady. W tym czasie zaginęły rękopisy monograficzne chrząszczy Podola i Pienin opracowane wraz z Romanem Kuntze. Przyrodnicy, przyjaciele Tenenbauma (m.in. Jan Żabiński), przygotowali jego ucieczkę, jednakże odmówił on wyjścia z getta. Zmarł z wycieńczenia 29 czerwca 1941. Został pochowany na cmentarzu żydowskim przy ulicy Okopowej.
Jego kolekcja zawierająca ok. 0,5 mln okazów owadów została przeoczona podczas rabunku warszawskiego Ogrodu Zoologicznego przez oddziały SS. W 1944, trzy tygodnie przed powstaniem warszawskim, zbiory te przeniesiono do Muzeum Zoologicznego, gdzie ocalały. Po wojnie wdowa Eleonora Tenenbaum-Krajewska (1892–1967), zgodnie z wcześniejszym życzeniem jej męża, przekazała zbiory na własność Muzeum Zoologicznemu w Warszawie. Niewielka część kolekcji jest eksponowana w willi Pod Zwariowaną Gwiazdą znajdującej się na terenie Ogrodu Zoologicznego.